# Bobbio
Bobbio es una pequeña ciudad y comuna en la provincia de Piacenza, Emilia-Romagna, norte de Italia. Se encuentra en el sudoeste del valle del río Trebbia de la ciudad Piacenza. También hubo abadía y de la diócesis del mismo nombre. Bobbio, es el centro administrativo de la Unione Montana Valli Trebbia e Luretta.
Pequeño, a principios antigua ciudad medieval, Bobbio se encuentra en el corazón de Val Trebbia, valle descrito por Ernest Hemingway como el más hermoso en el mundo y el patrimonio ambiental de la UNESCO. El complejo está ubicado al pie del Monte Penice (1.460 m.), en la margen izquierda del río Trebbia.
Su historia se identifica con la Abadía fundada en el año 614 por San Columbano, que en la Edad Media se convirtió en uno de los principales lugares de la cultura religiosa en la Italia medieval, con una famosa biblioteca. Las posesiones de la abadía en Lombard y la duración de la edad carolingia a través de la Italia superior.
Es un codiciado destino turístico conocido por su pasado de arte y cultura, de amantes de la naturaleza y los deportes y sus monumentos, ya que un lugar de la antigüedad de los límites entre las diferentes culturas por Piacentini, Liguria, Piamonte y Pavesi.
El centro histórico, el corazón vivo de la ciudad, ha mantenido intactas las características de la villa medieval.
Domina el Santuario de Nuestra Señora de Penice situado en la cima del Monte Penice, lugar turístico también en invierno gracias a las estaciones de esquí.

## Paisaje y alrededores
Bobbio es de 45 km. lejos de Piacenza y desde allí se puede llegar a él tomar la carretera nacional 45 que conectan a Piacenza a Génova. De Pavia se puede llegar a Bobbio, a través de la carretera N. 461 y Passo Penice.
De Bobbio tomar el camino de Piacenza en unos minutos se puede llegar al Barranco Barberino un maravilloso colgante sobre el río Trebbia, siguiendo la misma dirección que usted cumple con el pueblo de Mezzano Scotti y pocos kilómetros después de que el pequeño pueblo llamado Perino. Es un punto de partida ideal para visitar el Valle de Perino, o de los antiguos pueblos características de Aglio y Pradovera dónde están los restos del antiguo castillo de Erbia.
En la misma carretera pero en dirección Génova, a 4 km de Bobbio, no es San Salvador un pequeño pueblo desde donde se puede disfrutar de una maravillosa vista de los meandros del río. A pocos kilómetros aguas arriba es Marsaglia y Brugnello con la Iglesia antigua de Brugnello con vistas al río Trebbia.
De Bobbio tomar la carretera nacional 461 de Pavía después de 12 km. llegar a Passo Penice (m. 1145) donde hay una estación de esquí, en el cumbre del Monte Penice (m. 1460) es el antiguo Santuario de la Virgen Penice con el fin del territorio, a pocos kilómetros cuesta abajo, cerca de Ceci, se un país gobernado esquí de fondo.
En el otro lado del río a 10 km de Bobbio, es el pueblo de Coli situada entre hermosos bosques de pinos y campos de pastoreo.

## El río y el valle del Trebbia

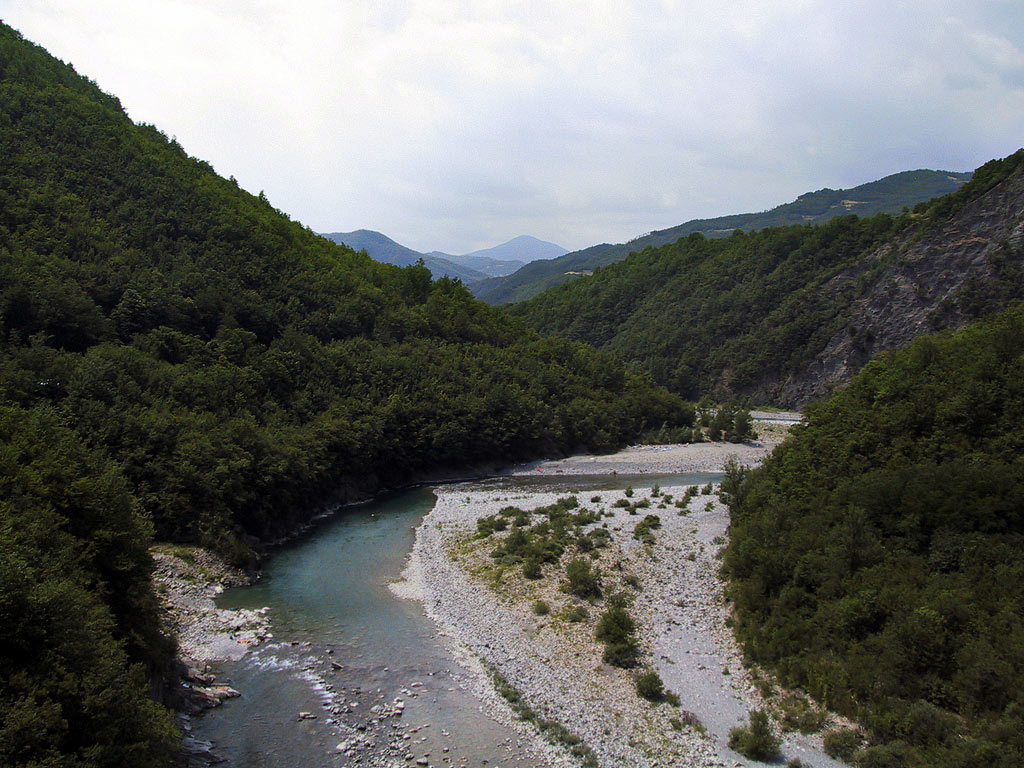
El valle del Trebbia en julio, a pocos kilómetros aguas arriba de Bobbio.

El río Trebbia es la columna vertebral de Bobbio y su territorio. Nace en Liguria en el Monte Prela y cubre 120 km. llegar hasta el río Po. sus aguas son frescas, limpias y correr entre piedras y rocas que esboza un viaje maravilloso a través de giro colgantes y cascadas espectaculares.
El valle del Trebbia es también una de las áreas geológicas más interesantes de toda Italia y es bien conocido entre los estudiosos internacionales.
En el río se puede practicar muchos deportes: senderismo, natación, canoa, descenso de barrancos y la pesca. En sus aguas viven truchas, balbels y chubs.
En verano mucha gente viene a tomar el sol a lo largo de sus playas.
El territorio alrededor de Bobbio se caracteriza por los Apeninos que, además de esbozar un paisaje espléndido, influyen en el clima de la concesión de aire fresco en verano y la protección de la ciudad de los vientos fríos y niebla en invierno. En las montañas se pueden encontrar campos de cultivo, pastos, sino también muchos bosques donde hay un montón de animales tienen su hábitat (ardilla, lirón, erizo, la liebre, el tejón, el zorro, el lobo, jabalí, faisán, perdiz y muchas aves) y donde crece una gran variedad de árboles y flores (hierbas aromáticas, escoba, hayas, robles, pinos, castaños, abetos, alerces).

## Historia
Conocido por los antiguos como Bobium o Ebovium, sufrió muchos de los asentamientos de la Edad Neolítica hasta la contemporánea. Algunos hallazgos arqueológicos atestiguan la presencia de Ligures, Boyos (Galos de Celta de origen), y desde el siglo XIV a. C. el Romanos.
Pero la historia de Bobbio está ligada a la existencia de la Abadía fundada en el año 614 por el Irlanda Saint monje Columbanus (It. Colombano), que recibió el distrito del Rey Longobardos Agilulfo.
Abadía de San Columbano (ver artículo principal) aumentó sus posesiones y se convirtió en uno de los principales asientos de la cultura y la religión del Norte de Italia y un centro de aprendizaje durante la Edad Media, y fue conocido por su famoso  Scriptorium y Biblioteca, en el siglo X había 700 códigos, pero su declive en el siglo XV llevó a la dispersión de la biblioteca. El monasterio fue oficialmente suprimida por el Francés en 1803.
Este monasterio es en parte el modelo para el gran monasterio en el Umberto Eco's novela El nombre de la rosa.
En 1014, Bobbio se erigió la ciudad y sede episcopal y rodeado de murallas de la ciudad y la forma de la Contea de Bobbio. La ciudad fue en la región de Liguria, pero en 1230 Piacenza conquistado Bobbio y su dominio duró hasta el siglo XIV cuando el Contea de Bobbio pasado, antes de Malaspina del gobierno y, a continuación, bajo el gobierno de la familia Visconti de Milán en virtud de Ducato.
En 1387 la ciudad pasó a Dal Verme de la familia y la forma de la Contea de Bobbio y Voghera; en 1516, forma el área de Marchesato de Bobbio. La ciudad se convirtió en parte de Casa de Saboya en 1748 después de la Guerra de Sucesión y la forma de la Provincia de Bobbio. En 1796 llegaron los franceses en Italia y en solo cuatro años más tarde, Napoleón suprimió el monasterio y vendió todos sus tesoros. De 1815 a 1859 Bobbio y su provincia estaba cerrado en el Dipartments de Génova, luego pasó a Pavía y, finalmente, en 1923 a Piacenza.
El 7 de julio de 1944, el resistencia guerrillera en Italia conquistaron la ciudad, constituyó la República de Bobbio y autónomos hasta que fue aplastado por los Alemanes el 27 de agosto, el mismo año. El Diócesis data de 1014. El 30 de septiembre de 1986, la diócesis fue suprimida y fusionada con Arquidiócesis de Génova. Desde 1989, Bobbio se unió a la diócesis de Piacenza, para formar la diócesis de Piacenza-Bobbio.
En 2012, se descubrió que el fondo del cuadro de La Gioconda había un puente exactamente igual al de Bobbio, y un camino de tierra en el dado izquierdo, al igual que el que se distingue desde el mirador que permite ver la perspectiva de la localidad italiana.

## Lugares de interés principal

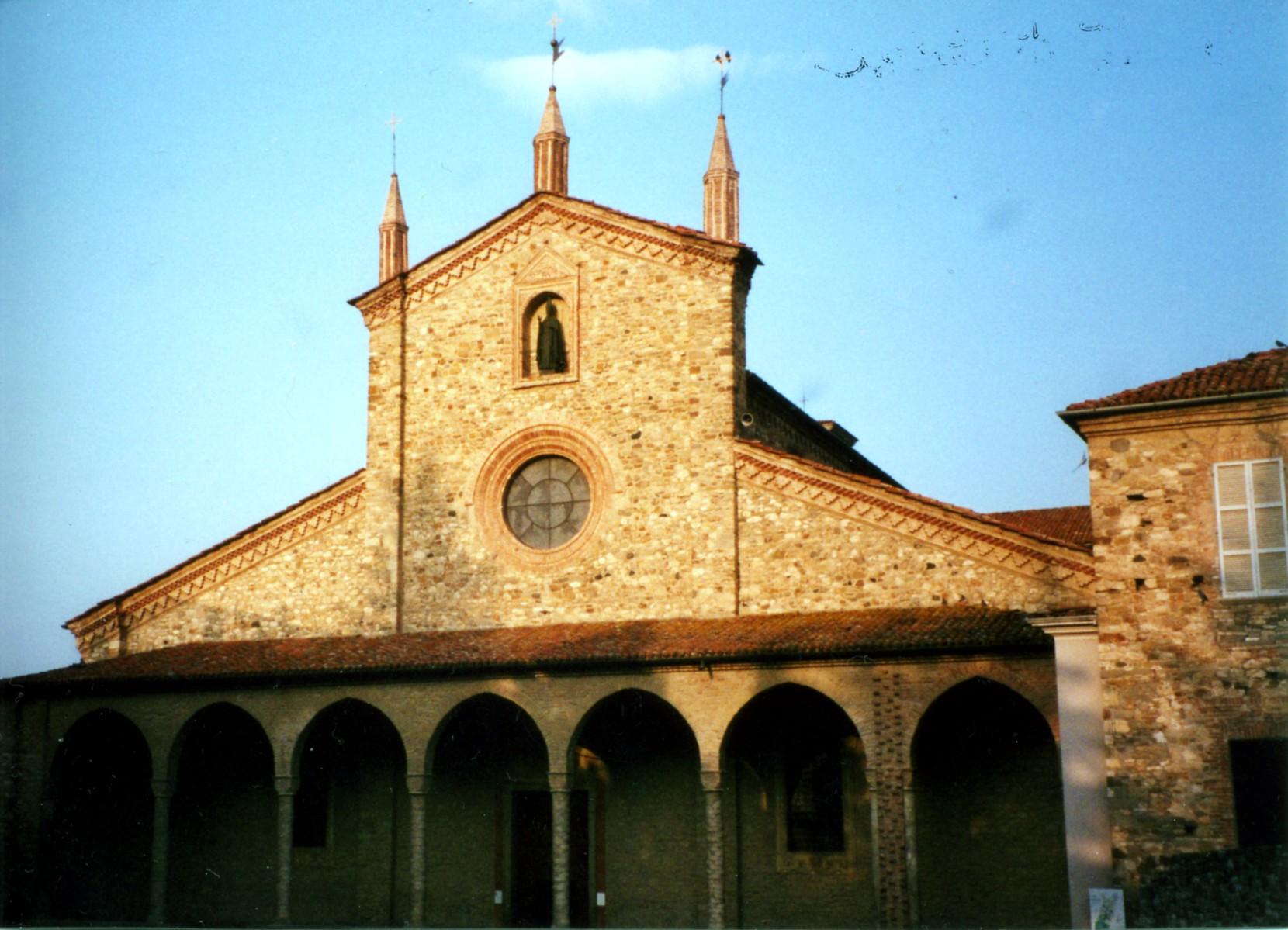
El Abadía de San Columbano.

- El Abadía de San Columbano: Abierta al público en el largo pasillo de la planta baja, el claustro principal, el patio de servicio, del Museo de la Abadía, recientemente restaurado y ampliado, recoge notables de obras y objetos de arte de la Roman, Medieval y Renacimiento la edad y el Museo de la ciudad es una especie de viaje didáctico, cuya admisión es desde el ala sur de la claustro, el único que protege el pórtico original.

- La Basílica de San Columbano: fue construida entre 1456 y 1522 en el resto de la iglesia protoromanic del siglo X. Naves frescos son de Bernardino Lanzani de la ciudad de San Colombano al Lambro (1527); notable el coro de madera preciosa en estilo gótico con fecha de 1488. En la cripta: un mosaico de 12 pisos de siglo; Saint Columbanus sarcófago de mármol realizadas por Giovanni de Patriarchi(1480), dos pluteos mármol utilizado como lápidas de Saint Attala y San Bertulf sepulcros; siglo XII hermosa verja de hierro forjado.

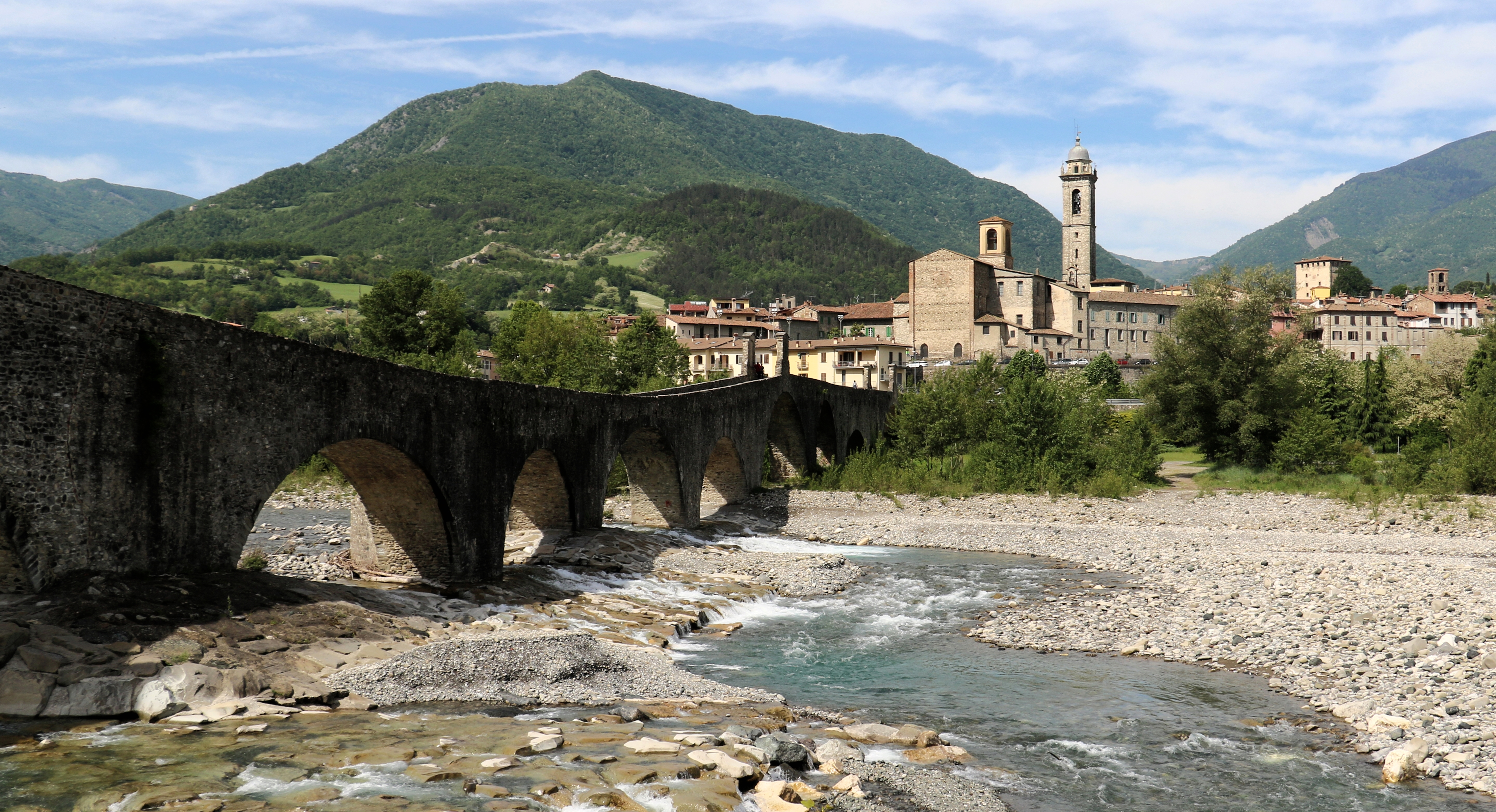
El Puente de piedra sobre el río Trebbia.

- El Ponte Vecchio: los 280 metros de largo, que abarca el Trebbia por medio de once arcos desiguales, que haya existido antes de 1196 y puede ser de origen romano . Desde su curiosa forma y la irregularidad es comúnmente llamado Puente Jorobado (it. Ponte Gobbo), y también Puente del Diablo después de muchas leyendas: la famosa leyenda dice que fue construido por el diablo en una noche después de haber hecho un pacto con San Columbano, quien le prometió el alma del primer transeúnte, pero cuando el puente fue terminado el santo irlandés envió un perro.

La otra es la leyenda en la que un hombre trucos de Satanás en la reconstrucción de que durante la noche después de haber sido destruida por una inundación. En realidad, el puente tenía que ser reconstruido después de los daños de las inundaciones en los siglos XVI y XVII.
- El Malaspina-Dal Verme Castillo: iniciado por Corradino Malaspina en 1304 en la colina que domina la ciudad, permaneció durante la duración de su gobierno de gibelinos fortaleza. Hoy en día sigue siendo el plan de mantener cuadrados, dos torres de servicio de menores y las paredes defensivas. Por el castillo ofrece una buena vista sobre la ciudad y el campo circundante. En 1800, bajo el nombre de Castello Bobbium, la propiedad y la marca fue comprada y propiedad de la familia Piccinini de Emilia-Romagna, hasta 1956, cuando el castillo y la tierra fue cedida por el Piccinini al Estado italiano.

- El Parque del Castillo: el gran parque en el castillo.

- El Castellaro: el casco histórico de edad en el castillo y el parque.

- La Catedral: construida en 1075, es el principal edificio religioso de la ciudad. Tiene dos majestuosas torres, que son originales en las partes bajas. La fachada es de 1463 (fecha en la que también fue demolido un pórtico), con tres portales en estilo gótico. La catedral presenta una decoración moderna en las tres naves y una decoración del siglo XVIII en el presbiterio y en la cúpula del crucero. A través del transepto derecho se puede llegar a la capilla de San Juan, donde hay un fresco espléndido de la segunda mitad del siglo XV que representa la Anunciación. La cripta alberga los sepulcros de los obispos de Bobbio, y la capilla de Saint Antonio María Gianelli, obispo de Bobbio.

En el lado derecho es el Palazzo Vescovile (siglo XI), renovado parcialmente en 1448, hay también el jardín de la catedral. En el lado izquierdo son los archivos históricos: situados en los locales del antiguo Seminario, fundada a mediados del siglo XII, se quedan preciosos pergaminos y fragmentos de antiguos códigos de fecha de 9 de siglo XV. Disponible en microfilm la reproducción de todos los documentos a que se refiere Bobbio.
- La Iglesia de San Francisco y el Monasterio: construido de acuerdo al siglo XIII sin refinar estilo Saint Francis. El monasterio mantiene la forma original, mientras que la iglesia fue reconstruida a comienzos del siglo XVIII en estilo barroco. Vale la pena mencionar es el hermoso claustro interior con gruesos pilares que sostienen la cubierta se extiende crossvault cuatro en cada lado y sobre la que corre una galería de madera con columnas de capiteles medievales preciosos.
- La Iglesia de San Lorenzo: construida probablemente en el siglo XII que fue ampliada durante el siglo XVII. Todavía visibles en el lado izquierdo están las partes del antiguo edificio, mientras que en la pared exterior derecho son dos comprimidos también de la iglesia anterior.
- El Ayuda Santuario de la Virgen María: encierra los restos de la iglesia siglo XV decorado con unmilagrosala imagen de la Virgen María. En 1611 se dijo que goteaba el sudor de la frente. Se le dio el actual estilo clásico barroco en 1641.

Dos museos se encuentran dentro del complejo de la abadía, una dedicada a la abadía y una a la ciudad. Entre las exposiciones es una de marfil tallado muy admirado "cubo" del siglo IV
- El Museo de la Abadía: Recoge notables obras y objetos de arte de Roman, Medieval y Renacimiento Edad. De época romana: el sarcófago de familia Cocceia, cuatro urnas cinerarias, un altar pagano dedicado a Diana y un alabastro Hydra se remonta al 3 de siglo. Nota digna Otras piezas son el longobardo piedras, ampollas votivas la San Cumiano (lápida del siglo VIII), el estaño, el santuario de marfil Orfeo y la plata labrada de San Colunbanus busto. En la galería de foto de un polyptyc de Luini, que representa la Asunción.
- El Museo de la ciudad: situado en el antiguo refectorio y la sala de servicio, es un recorrido didáctico por la historia de Bobbio y puede ser una especie de introducción a todos los otros lugares históricos de la ciudad. La primera sección está dedicada a la vida y obra del santo irlandés, mientras que la segunda sección se examina el complejo monástico, desde el punto de vista arquitectónico, en un equipo tiene un programa para realizar una visita virtual del edificio, pero también se trata del famoso Scriptorium que hizo Bobbio, el mayor centro cultural del norte de Italia. El vestuario de apoyo ligero y transparente completados por medio multimedia está perfectamente integrado con el espacio monumental del monasterio y de su finalidad educativa.

- El monasterio de Santa Chiara y Palazzo Comunale.

- La antigua Iglesia de San Nicolás.

- Los antiguos Palacios Bobbiensis: Malaspina, Tamburelli, Olmi, Alcarini (con la casa de Teodolinda), Calvi, etc

## Termas
En las afueras de Bobbio, hay muchos manantiales de agua rica en cloruro de sodio, bromo y yodo. Cuando sus propiedades curativas, no cuando se conozcan estas aguas se explotan para obtener sal. De hecho, ya durante la Edad de los Longobardos, el líder del ejército, Sundrarit disfrutado de la renta de las salinas situadas en el lado derecho del río Trebbia. Ahora, en San Martín, a 1,5 km del centro de la ciudad, el edificio de spa Termas de Bobbio, abrió por primera vez en julio de 1904, está siendo restaurado. En junio de 2010 se verá la creación de un centro de salud moderno y un centro de belleza donde las enfermedades del sistema respiratorio y los dermatológicos serán tratados.

## Gastronomía y productos locales
La gastronomía local está influenciada por las diferentes tradiciones de las regiones cercanas: Liguria, Piemonte, Lombardía y Emilia.
Pero, naturalmente, no son la especialidad local, como el famoso caracoles de Bobbio que sobreviven de los alimentos se han convertido en muy solicitado curso de la Nochebuena o el famoso macarrones pasta casera hecha con la ayuda de la aguja de tejer y servido con una sabrosa salsa de estofado de carne de vacuno.
Entre los postres, la glamorosa tortas de almendras o el Croccante, una especie de dulce de almendra.
En la temporada de derecho es posible degustar los productos con sabor de los bosques de los alrededores, tales como las setas y trufas.
Y por último pero no menos importante de los numerosos vinos de producción local, todos de excelente calidad. La tradición dice que eran los mismos monjes llegaron a San Columbano que empezó el cultivo de la vid, después de que fue abandonada durante la edad oscura de la mediana edad.

## Eventos anuales
Los eventos son un año, muchos se concentran en el verano, como la manifestación verano bobbiese y Jueves bobbiesi. Entre los cientos de eventos que pueden indicar la más seguido:
- Las fiestas y desfiles de Carnaval (febrero)
- La fiesta de San José y Primavera (Hogueras) (19 de marzo)
- El Rally de Valli Piacentine (mayo)
- La Feria de San Juan (junio)
- El Festival Folclórico de Appennino (julio)
- La fiesta gastronómica y musical Irlanda en la música (de julio)
- Festival de Cine de Bobbio, de Marco Bellocchio (de julio)
- La exposición mercado de antigüedades (agosto)
- La fiesta de la Asunción con los incendios por la noche (15 de agosto)
- La Bobbio-Passo Penice (carrera de coches de época) (septiembre)
- La fiesta de la uva, y muestra de setas y trufas (octubre)
- La fiesta medieval de San Columbano (noviembre)
- El festival de caracol y mercado de Navidad (diciembre)

Además, cada sábado por la mañana en la plaza principal, se celebra la tradicional y antiguo justo de mercado, con puestos ambulantes y mercados de diversos tipos con productos locales y agrobiologica.

## Demografía
| Gráfica de evolución demográfica de Bobbio entre 1861 y 2001 |
|                                                              |
| Fuente ISTAT - elaboración gráfica de Wikipedia              |

## Ciudades hermanadas
- Ybbs an der Donau, Austria
- Navan, Irlanda